# Xizangia (Gnaphosidae)
Xizangia là một chi nhện trong họ Gnaphosidae.

## Các loài
- X. linzhiensis (Hu, 2001)
- X. rigaze Song, Zhu & Zhang, 2004